# Kauko Vuorensola
Kauko Vuorensola född 3 mars 1923 i Uleåborg, död 6 november 2007 i Helsingfors, var en finländsk skådespelare, filmklippare och regissör. Han medverkade som skådespelare i ett trettiotal filmer, och har regisserat tv-filmer och -dokumentärer för finländsk tv.

## Filmografi, roller (urval)
- 1950 – Amor i kapp med baggen
- 1951 – Kvinnan bakom allt
- 1951 – Radion gör inbrott